# アメリカ独立戦争におけるスペイン
アメリカ独立戦争におけるスペイン（英: Spain in the American Revolutionary War）では、ブルボン家族同盟が更新され、スペインが1779年6月にフランスの同盟国としてアメリカ独立戦争に参入してから、平行してアングロ・スパニッシュ戦争となった経過を概説する。フランスとは異なり、スペインは直ぐにアメリカ合衆国の独立を認めようとはしなかったが、これはスペイン帝国の植民地で同様な反乱が起こることを助長させたくなかったからだった。独立戦争に正式に参入する前であっても、ニューオーリンズの重要な港を通じてアメリカの反乱軍に武器やその他物資の供給は続けていた。

## 戦争への参入

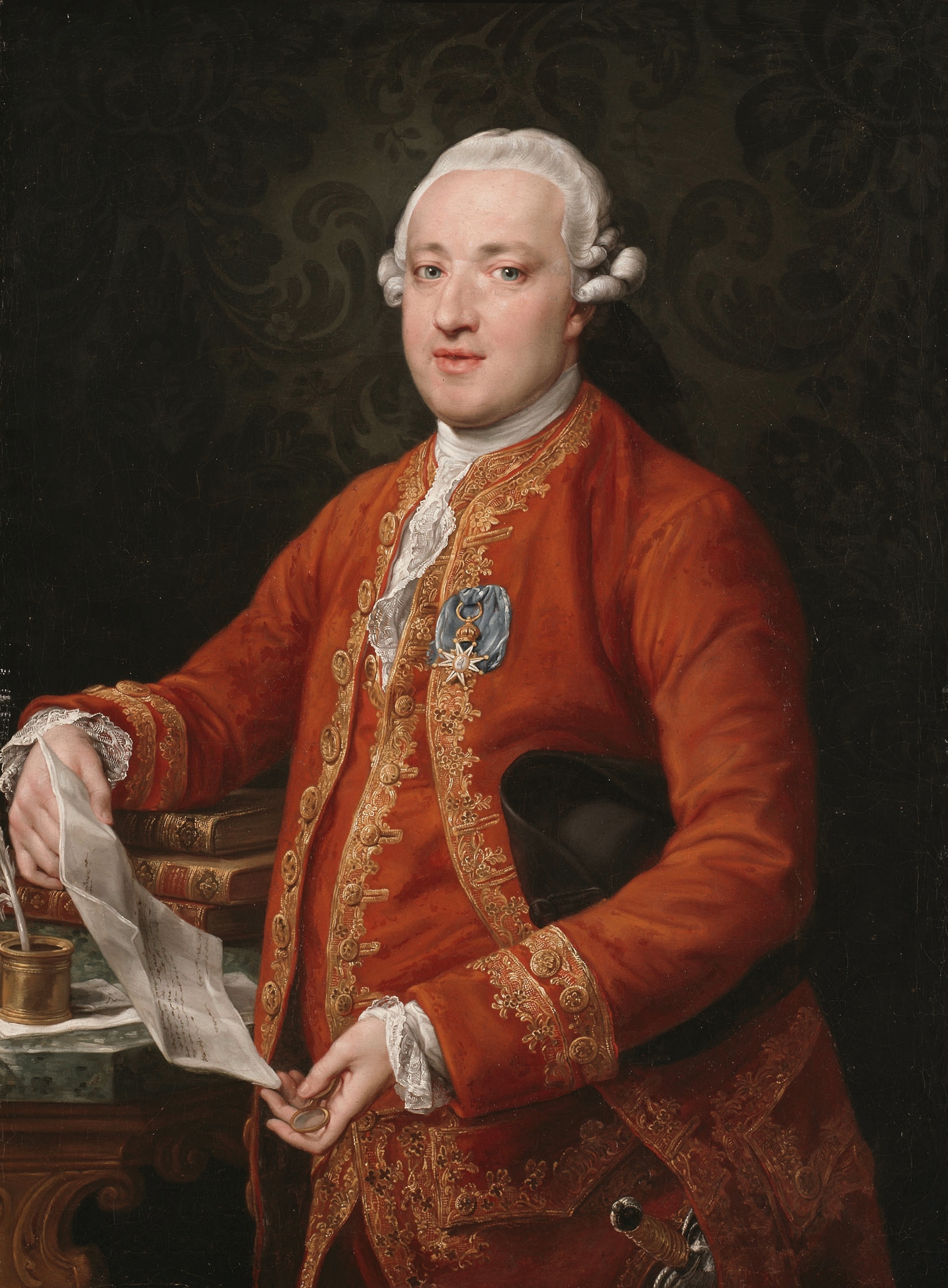
スペインの宰相、フロリダブランカ伯爵ホセ・モニーノ・レドンド

スペインの参戦は、フランスの場合と同様に、1777年10月17日にジョン・バーゴイン将軍のイギリス軍大部隊が、大陸軍とニューイングランド民兵隊の混成軍に降伏したサラトガの戦いの事実上直接の結果だった。この戦闘は2つの大きな結果を生んだ。1つはサラトガで7,000名のイギリス軍が一挙に戦局から消し去られるという軍隊の損失だった。イギリスは既に植民地にいる軍隊が足りなくなっており、この惨劇により地球上に配置する兵力の層がさらに薄くなってしまった。2つ目はサラトガの結果によって反乱側植民地人が以前は持っていなかった自信を新たにしたことだった。フランスは以前から戦争に干渉する考えを弄んでいたが、この時点まで新生間もないアメリカ合衆国を適切な同盟相手とは見ていなかった。サラトガによってこの事態が一遍に変わり、1778年2月6日にアメリカ政府と同盟条約を締結することで正式に戦争に参入した。
フランスの戦略は大望のあるものであり、最終的な目標としてイギリス本国への大規模侵略まで描いていた。フランスはアメリカ合衆国に援助の手を差し伸べる一方でイギリスのあちこちに散らばる植民地の占領も目指した。フランスは2年の内にイギリスを圧倒的に打ち負かし、七年戦争で大量に失った領土を取り返せるものと考えていた。
フランスの戦略立案家達にとってこれを達成するためには、特にイギリスが圧倒していた海軍の分野でフランスとスペインの戦力を合わせる必要があることが直ぐに明らかになった。フランスは古くからの相互の敵国に対する同盟にスペインが加わるよう圧力を掛け始めた。スペインは初めのうち躊躇った。1777年、新しい宰相のフロリダブランカ伯爵ホセ・モニーノ・レドンドが権力を掌握し、イギリスの自由な伝統の多くを取り込む改革計画を持っていた。
フランスは1713年にブルボン家がスペインの王室を支配するようになって以来保たれていた盟約であるブルボン家族同盟の原則を再開することを当てにした。この同盟はオーストリア継承戦争や七年戦争で用いられたものと似ており、国益に付いての感覚と同じくらい血筋の真の絆を重視するものだった。
1779年6月までにイギリス側は特に退潮になっているように見えた。スペインは遂にフランスの圧力に屈して参戦し、アランヘス条約を結んだ。ただし、新しいアメリカ合衆国の連合を全体的に認めていなかったので、実質的にその同盟国になることはなかった。

## 戦争の前線

### ヨーロッパ海域
スペインの主要な目標は七年戦争の時と同様に1704年にイギリスに占領されたジブラルタルとメノルカ島を回復することだった。
この戦争の中では最初で最も長く続いたのが、1779年6月24日から1783年2月7日までのジブラルタル包囲戦だった。包囲側のフランス・スペイン連合軍は一時期10万名を投入するなど勢力では優勢だったが、ジョージ・オーガスタス・エリオット指揮下のイギリス軍はこの要塞を持ち堪えることができ、1780年1月のサン・ビセンテ岬の月光の海戦の後には海上から補給も受けることができた。さらに老齢だが活動的なルイス・デ・コルドバ・デ・ゴルドバがイギリスの輸送船団を捕まえる機会があったが、イギリスのリチャード・ハウの艦隊は1782年10月のスパルテル岬の海戦後に無事ジブラルタルへの補給ができた。
フランス・スペイン連合軍は1781年にメノルカ島に侵攻したときはより大きな成功になった。メノルカ島は翌年降伏し、80年間近くイギリスに占領されていたこの島は戦後スペイン領として回復した。

### 西インド諸島とメキシコ湾岸

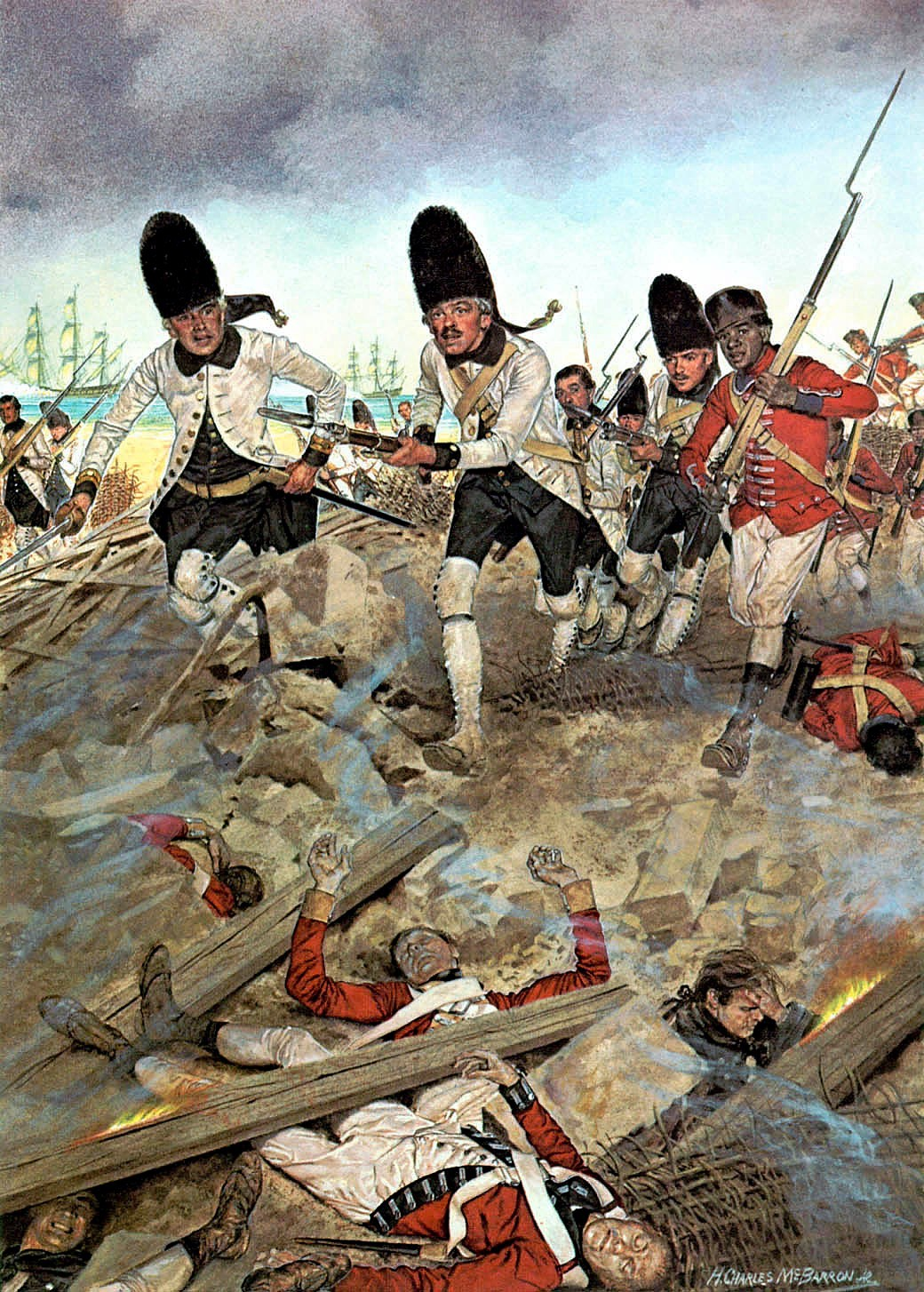
頂点となったペンサコーラの戦いでイギリス軍の前線を圧倒するスペイン軍

カリブ海では、七年戦争の時にハバナを占領したイギリス軍のキューバ遠征を思い出して、イギリス軍による可能性のあるキューバ上陸を阻止することに主な努力が向けられた。その他の目標としてはスペイン領フロリダ（1763年にイギリスが西フロリダと東フロリダに分割していた）の再占領と、ベリーズにおけるイギリスを巻き込んだ製材業の論争を解決することだった。
アメリカ本土ではスペイン領ルイジアナの総督ベルナルド・デ・ガルベスがミシシッピ川流域にあるイギリス軍の砦に対する一連の攻勢を率い、まずマンチャックのビュート砦を占領し、ポンチャートレイン湖の湖上戦ではイギリスの艦船を捕獲し、続いて1779年と1780年にはバトンルージュ、ナチェズおよびモービルを降伏させた。1780年のイギリス領西フロリダの首都ペンサコーラを占領するための遠征ではハリケーンのために挫折したが、ガルベスの軍隊は1781年のペンサコーラの戦いでイギリス軍に対して決定的勝利を奪い、西フロリダ全域をスペインの支配下に置いた。このことで補給のための南側経路を確保し、ミシシッピ川を経由するアメリカ合衆国西側辺境へのイギリス軍による攻勢の可能性を鎖した。
スペインが参戦した時、イギリスもカリブ海では攻勢を採り、スペイン領ニカラグアへの遠征を計画した。サンフェルナンド・デ・オモアに足場を築こうとしたイギリスの試みは1779年10月に撃退され、ニカラグアのサンフアン砦に対する1780年の遠征は初め成功したが、黄熱病など熱帯性伝染病のために軍隊の大半を失い、ジャマイカまで撤退することになった。

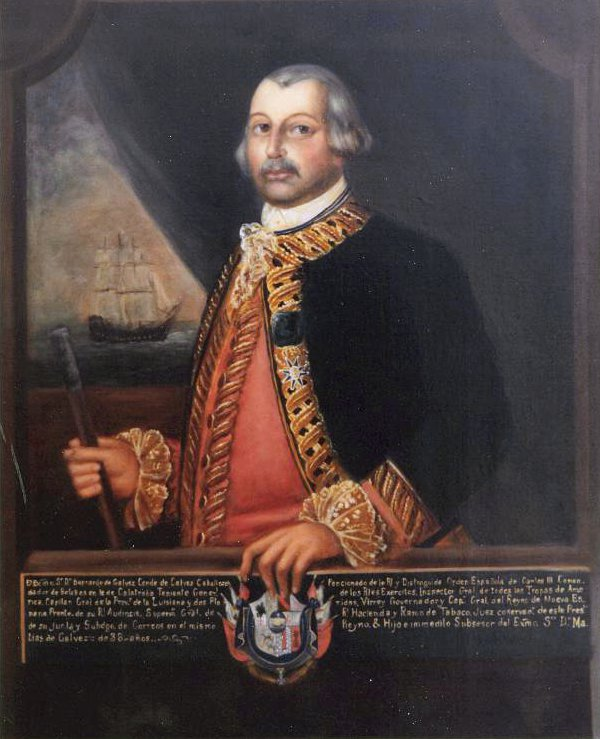
ベルナルド・デ・ガルベス

スペインはこれらの成功に続いて攻勢を続け、1782年には戦闘なくしてバハマ諸島を占領した。1783年、ガルベスはキューバからジャマイカ侵略の準備をしていたが、イギリスが停戦を求めた時にこれらの計画は中断された。

### アメリカ中西部
スペイン領ルイジアナにあったスペイン守備隊は1780年のセントルイスの戦いでイギリス軍とその同盟インディアンによる攻撃を跳ね返した。その1年後、スペインの派遣部隊が現在のイリノイ州まで進み、現在のミシガン州にあるセントジョセフ砦を奪取した。スペインがこの地域でさらに侵攻する可能性についてはアメリカ人の間でも心配事になった。

## パリ条約
七年戦争でスペインがうまく実績を残せなかった結果として、アメリカ大陸の植民地当局が行った改革が成功したことになった。スペイン軍は少なくとも終戦までアメリカ大陸では負けることを知らなかった。その結果として1783年のパリ条約では西フロリダとメノルカ島を取り戻し、バハマ諸島と東フロリダを交換した。しかし、ミシシッピ川より東の土地は新しく独立したアメリカ合衆国の一部として認められた。

## その後の経過
スペインがアメリカ独立戦争に関わったことは一般に成功事例として認められた。スペインは戦争に参入する賭けを行い、イギリスが北アメリカの反乱植民地軍と戦う一方で、成長する国家連衡に対して地球規模の戦争を遂行しているために生まれた脆弱性に付け込んだ。イギリスは数多い様々な前線で戦争を遂行するために次第に伸びきっていったので、スペインは特に新世界において容易に征服を果たすことができた。
この戦争では、前の七年戦争の結果イギリスに対して大きな敗北を蒙ったために酷く揺るがせられていた国民の士気を著しく高めた。スペインが最も望んだ標的だったジブラルタルは確保できないままとなったとしても、メノルカ島を回復し、カリブ海での主役の座を取り戻すことで償われる以上のものがあり、あたかもスペインが強国として19世紀にも生き続けるかのような活気ある印象を与えた。
スペインは同盟国であるフランスとは特に対照的に、この戦争から実質的な結果を得たように見られた。フランスは大量の兵力、金および資源を投入し、国としてはっきり得られたものは少なかった。フランスは支払いに苦しんでいた負債を残したままであり、それが1789年に勃発したフランス革命の大きな原因の一つになった。対照的にスペインはその負債を容易に支払うことができた。
戦争の結果として特に重要なことは宰相フロリダブランカ伯の立場を高めたことであり、彼が1779年にスペインが参戦するときに強く懸念を表明していたにも拘らず、フロリダブランカ伯とその政府は1792年までスペイン政界に君臨し続けた。またこの戦争ではピレネー山脈を境に接する隣国とスペイン王室を結びつける長く続いてきたブルボン家族同盟の力を補強した。この同盟が続くことでスペインはフランス・ブルボン王室が王位に復帰する試みである1790年代のフランス第一共和政に関わる戦争に進んだ。
スペインは戦後新しいアメリカ合衆国との関係では不穏な情勢になった。フロリダ国境に関する論争やフロリダにいるインディアンをうまく管理できなかったことが、アメリカ人による現在のテキサス州への西方進出に関する心配と組み合わされ、1819年のアダムズ＝オニス条約ではアメリカ合衆国がテキサスに対する領有権主張を諦める代わりにフロリダを取得することになった。緊張関係は存在し続け、特にキューバに対する貿易と商業権益については1898年の米西戦争で頂点に達することになった。